# Юра (Вакаяма)
Юра (яп. 由良町, ゆらちょう, юра тьо ) — містечко в Японії, у західній частині префектури Вакаяма.
Приморські пейзажі Юри оспівані у найдавнішій поетичній збірці Японії «Манйосю».
Містечковий буддистський монастир Кококудзі (1227) вважається винахідником японського соєвого соусу.